# Ice Spice
Pour les articles homonymes, voir Gaston.
 (mai 2023).
La mise en forme du texte ne suit pas les recommandations de Wikipédia : il faut le « wikifier ».
Les points d'amélioration suivants sont les cas les plus fréquents. Le détail des points à revoir est peut-être précisé sur la page de discussion.
- Les titres sont pré-formatés par le logiciel. Ils ne sont ni en capitales, ni en gras.
- Le texte ne doit pas être écrit en capitales (les noms de famille non plus), ni en gras, ni en italique, ni en « petit »…
- Le gras n'est utilisé que pour surligner le titre de l'article dans l'introduction, une seule fois.
- L'italique est rarement utilisé : mots en langue étrangère, titres d'œuvres, noms de bateaux, etc.
- Les citations ne sont pas en italique mais en corps de texte normal. Elles sont entourées par des guillemets français : « et ».
- Les listes à puces sont à éviter, des paragraphes rédigés étant largement préférés. Les tableaux sont à réserver à la présentation de données structurées (résultats, etc.).
- Les appels de note de bas de page (petits chiffres en exposant, introduits par l'outil «  Source ») sont à placer entre la fin de phrase et le point final[comme ça].
- Les liens internes (vers d'autres articles de Wikipédia) sont à choisir avec parcimonie. Créez des liens vers des articles approfondissant le sujet. Les termes génériques sans rapport avec le sujet sont à éviter, ainsi que les répétitions de liens vers un même terme.
- Les liens externes sont à placer uniquement dans une section « Liens externes », à la fin de l'article. Ces liens sont à choisir avec parcimonie suivant les règles définies. Si un lien sert de source à l'article, son insertion dans le texte est à faire par les notes de bas de page.
- La présentation des références doit suivre les conventions bibliographiques. Il est recommandé d'utiliser les modèles {{Ouvrage}}, {{Chapitre}}, {{Article}}, {{Lien web}} et/ou {{Bibliographie}}. Le mode d'édition visuel peut mettre en forme automatiquement les références.
- Insérer une infobox (cadre d'informations à droite) n'est pas obligatoire pour parachever la mise en page.

Pour une aide détaillée, merci de consulter Aide:Wikification.
Si vous pensez que ces points ont été résolus, vous pouvez retirer ce bandeau et améliorer la mise en forme d'un autre article.
Ice Spice, de son vrai nom Isis Naija Gaston née le 1er janvier 2000 à New York, est une rappeuse américaine. Elle a grandi dans le Bronx, à New York, et a commencé sa carrière en 2021. Après avoir rencontré le producteur de disques Riot USA alors qu'elle fréquentait l'Université d'État de New York à Purchase. Elle s'est fait connaître fin 2022 avec sa chanson Munch (Feelin' U).
Par la suite elle signe ses singles Bikini Bottom et In Ha Mood.
En 2023, elle a réalisé sa première entrée dans le palmarès américain Billboard Hot 100 avec une collaboration de Lil Tjay Gangsta Boo et ses singles de remix Boy's a Liar Pt. 2 (avec PinkPantheress) et Princess Diana (avec Nicki Minaj ) ont atteint le top cinq.
Ice Spice a été saluée par Aymard Caramanica du New York Times et du magazine Billboard comme « la nouvelle princesse du rap », et a été nommée « star montante » par le magazine Time.

## Biographie

### Jeunesse
Isis Gaston est née le 1er janvier 2000 dans le Bronx, à New York, où elle a grandi dans le quartier de Fordham Road. Elle est l'aînée de cinq frères et sœurs. Son père, un ancien rappeur underground, est afro-américain,, tandis que sa mère, est dominicaine. Les deux se sont rencontrés pour la première fois dans un McDonald's et ont divorcé quand Isis Gaston avait deux ans.
Élevée par sa mère et partiellement par son père, son éducation a toujours été suivie de près. 
Elle est allée à l'école dans le Bronx jusqu'à ce qu'elle change de lycée, le Sacred Heart, un lycée catholique à Yonkers. 
À sept ans, elle a pris goût au hip hop après avoir écouté des rappeuses comme Lil' Kim et Nicki Minaj. Dans une interview accordée à Billboard, Ice a expliqué qu'elle avait grandi en écoutant Jay-Z, 50 Cent et Wu-Tang Clan grâce à l'expérience rap de son père.
Au début, elle tapait des paroles dans l'application Notes de son iPhone, écoutait des instrumentaux hip-hop et rappait à haute voix,,.
Elle déclare : « Quand j'ai vu Nicki Minaj, j'étais tellement hypnotisée. » « C'est la première femme rappeuse que j'ai vue. Et depuis lors, j'étais un peu déterminée à ce que je voulais être.»
Elle a choisi Ice Spice comme nom de scène alors qu'elle était en première année au lycée.
À l'université, elle a joué dans l'équipe de volley-ball et a étudié la communication,.
Ice Spice a abandonné SUNY Purchase vers sa deuxième année : « Je suis partie parce que j'avais l'impression d'être au mauvais endroit. »
Ice Spice est la sœur aînée de cinq frères et sœurs et a déclaré à The Cut qu'elle était leur protectrice autoproclamée. Elle subvenait à ses besoins en tant que caissière chez Wendy's et The Gap.

### Carrière
Ice Spice a commencé à rapper en 2021 après avoir noué une relation avec le producteur RiotUSA alors que tous deux assistaient à SUNY Purchase. Elle enregistre sa première chanson, Bully Freestyle, sortie en mars 2021, et dont le concepteur rythmique est le fils de DJ Enuff. Sa chanson Name of Love a gagné du terrain sur SoundCloud, ce qui l'a amenée à devenir populaire sur Instagram.
La chanson d'Ice Spice Munch (Feelin' U), sortie en août 2022 avec un clip vidéo et produite par Riot, a gagné en popularité après avoir obtenu le soutien de Drake, qui a joué la chanson sur sa station de radio Sirius XM, Sound 42. Elle est ensuite devenu virale sur Twitter et TikTok. En septembre 2022, elle figurait sur la chanson One Time de B-Lovee.
Le 24 mai 2023 Taylor Swift annonce la ressortie de son single Karma de l'album Midnights en featuring avec Ice Spice,.

### Vie privée
Elle s'identifie comme queer, comme expliqué dans une interview avec Genius à propos de sa chanson Bikini Bottom.

## Style musical
La musique d'Ice Spice est principalement un sous-genre de la drill[Lequel ?], la UK drill,. Son nom vient du nom d'un compte Instagram qu'elle a créé au lycée. Elle a d'abord été inspirée par Sheff G et Pop Smoke pour commencer à rapper, et a répertorié Cardi B et Nicki Minaj comme influences sur sa musique,.

## Discographie

### Singles
- Bully Freestyle (2021)
- No Clarity (2021)
- Be A Lady (2022)
- Name Of Love (2022)
- Euphoric (2022)
- Munch (Feelin' U) (2022)
- One Time (Avec B-Lovee, Skillibeng, J.I The Prince Of N.Y) (2022)
- Bikini Bottom (2022)
- In Ha Mood (2023)
- Boy's A Liar Pt.2 (Avec Pink Pantheress) (2023)
- Princess Diana (Solo Ou Avec Nicki Minaj) (2023)
- Karma (Avec Taylor Swift) (2023)
- Barbie World (Avec Nicki Minaj) (2023)
- Deli (2023)
- Pretty Girl (Avec Rema) (2023)
- Think U The Shit (Fart) (2024)
- Fisherrr (Avec Cash Cobain, Bay Swag) (2024)
- Gimmie The Light (2024)
- Phat Butt (2024)
- Did It First (Avec Central Cee) (2024)
- Oh Shhh... (Avec Travis Scott) (2024)
- Popa (2024)
- Pillsbury Dlow (Avec BossMan Dlow) (2024)
- Hannah Montana (Avec NLE Choppa et Dababy) (2025)